# Impatiens jerdoniae
Impatiens jerdoniae är en balsaminväxtart som beskrevs av Robert Wight. Impatiens jerdoniae ingår i släktet balsaminer, och familjen balsaminväxter. Inga underarter finns listade i Catalogue of Life.